# Zbigniew Bieżuński
Zbigniew Bieżuński (ur. 1948 w Woli na Ziemi Olsztyńskiej, zm. 3 lipca 2022 w Brwinowie) – generał brygady Wojska Polskiego, doktor nauk wojskowych, były szef sztabu i dowódca Nadwiślańskich Jednostek Wojskowych MSW.

## Życiorys
Zbigniew Bieżuński, syn Jana Bieżuńskiego i Jadwigi z domu Siwek, urodził się w 1948 r. w Woli. We wrześniu 1965 r. rozpoczął naukę w Oficerskiej Szkole Wojsk Zmechanizowanych im. Tadeusza Kościuszki we Wrocławiu, którą ukończył w sierpniu 1969 r. Służbę zawodową rozpoczął jako dowódca plutonu, następnie na stanowisku dowódcy kompanii i oficera operacyjnego w sztabie 35 Pułku Desantowego z 7 Dywizji Desantowej w Gdańsku. 
W 1974 r. był oficerem łącznikowym w Polskiej Jednostce Specjalnej na Bliskim Wschodzie. Od października 1975 r. do sierpnia 1978 r. studiował w Akademii Sztabu Generalnego WP w Rembertowie, po ukończeniu których został skierowany do sztabu 7 Dywizji Desantowej, gdzie pełnił służbę w pionie operacyjnym. W kolejnych latach był adiunktem, a następnie kierownikiem Zakładu Działań Desantowych, Powietrzno – Morskich oraz Zakładu Strategiczno – Obronnego Akademii Sztabu Generalnego WP. W roku 1984 uzyskał stopień doktora nauk wojskowych. 
W 1993 r. objął stanowisko szefa oddziału planowania szkolenia operacyjnego Sztabu Generalnego WP, następnie powierzono mu stanowisko szefa oddziału–zastępcy szefa sztabu Dowództwa Nadwiślańskich Jednostek Wojskowych Ministerstwa Spraw Wewnętrznych (oddelegowany z MON do MSW). W 1994 r. został wyznaczony na stanowisko szefa sztabu–zastępcy dowódcy NJW MSW, a od 8 grudnia 1995 r. piastował stanowisko dowódcy Nadwiślańskich Jednostek Wojskowych MSW. 22 stycznia 1996 r. objął stanowisko doradcy Ministra Spraw Wewnętrznych. Zawodową służbę wojskową zakończył 31 lipca 1997 r. Pozostał w resorcie na stanowisku dyrektora Biura Spraw Obronnych MSWiA.

## Awanse[5]
- podporucznik – 1969

(...)
- generał brygady – 1995

## Ordery, odznaczenia i wyróżnienia
- Krzyż Kawalerski Orderu Odrodzenia Polski[6]
- Odznaka pamiątkowa Nadwiślańskich Jednostek Wojskowych MSW – 1995, ex officio